# Trioceros deremensis
Espèce
Synonymes
- Chamaeleon deremensis Matschie, 1892

Statut de conservation UICN

 LC  : Préoccupation mineure
Statut CITES
Trioceros deremensis est une espèce de sauriens de la famille des Chamaeleonidae.

## Répartition
Cette espèce est endémique de Tanzanie. Elle se rencontre dans les monts Uluguru et les monts Usambara.

## Étymologie
Son nom d'espèce, composé de Derem[a] et du suffixe latin -ensis, « qui vit dans, qui habite », lui a été donné en référence au lieu de sa découverte.

## Publication originale
- Matschie, 1892 : Über eine kleine Sammlung von Säugethieren und Reptilien, welche Herr L. Conradt aus Usambara (Deutsch Ostafrika) heimgebracht hat. Sitzungsberichte der Gesellschaft Naturforschender Freunde zu Berlin, vol. 1892, p. 101-110 (texte intégral).